# Henoch Conombo
Henoch Théodorat Bienvenu Conombo est un footballeur burkinabé né le 13 juin 1986 à Ouagadougou. Il est attaquant.

## Biographie

### En club
Arrivé en Corse au début de l’hiver 2001, Henoch Conombo remporte le titre de champion de France des moins de 15 ans sous la houlette de François Ciccolini. Sa progression va alors subir un brutal coup d’arrêt. En janvier 2003, lors d’un match international juniors entre la Côte d'Ivoire et le Burkina Faso, Conombo est victime d’un violent choc avec le gardien adverse, alors coéquipier en club Daniel Yeboah : double fracture tibia péroné de la jambe gauche, opération délicate et longue convalescence. Il a alors seize ans et demi. Il lui faudra attendre dix-huit mois avant de pouvoir reprendre un entraînement normal, devant réapprendre à marcher normalement avant même de courir avec un ballon.
Il retrouve la lumière grâce à Ciccolini, qui le fait débuter en Ligue 1, un jour d’octobre 2004, à Furiani face au PSG. Il est ensuite appelé une dizaine de fois chez les pros. Cela ressemble à la fin du calvaire, mais, au printemps 2005, une opération au genou droit stoppe de nouveau sa progression. Sa saison est terminée. Quand il revient, Bastia est en Ligue 2. Il effectue son retour à Amiens en août 2005, pour douze minutes de jeu seulement. Entré en cours de rencontre, il inscrit le but de la victoire corse et se blesse sur la même action : déchirure musculaire. Un nouveau coup dur qui entraîne une absence de quatre mois et demi, jusqu’en janvier.
Il effectue un nouveau retour pour un trente-deuxième de finale de Coupe de France au cours duquel Bastia est malmené et dominé (1-3) par Louhans-Cuiseaux. L’entraîneur, Bernard Casoni, décide alors de le faire entrer sur le terrain. Un choix judicieux, car à peine entré, Conombo marque et redonne l’espoir à Bastia, qui se qualifie finalement. Au tour suivant, le 27 janvier, toujours à Furiani, face aux amateurs d’Agde, Conombo entre de nouveau en jeu alors que le score est de 0-0. En l’espace de dix minutes, il marque deux fois et qualifie Bastia. 
En juin 2009, son contrat n'est pas renouvelé. Il s'engage alors avec le SO Chambéry, club amateur de CFA2, où il joue seulement une douzaine de matches pour 3 buts en 3 saisons.

### En sélection
Henoch Conombo participe à la Coupe du monde des moins de 17 ans 2001, où le Burkina Faso termine 3e de l'épreuve.
Henoch Conombo possède 3 sélections en équipe du Burkina Faso. 
Sa 1re sélection a lieu le 26 mars 2005, lors d'une rencontre face au Cap-Vert. Ce match compte pour les éliminatoires de la Coupe du monde 2006.

## Carrière
- 2001-2009 : SC Bastia  France (28 matchs, 6 buts)
- 2009- : SO Chambéry Foot  France[1]

## Palmarès
- 3 sélections en équipe du Burkina Faso
- Champion de France de CFA2 (Groupe D) en 2011 avec Chambéry